# 엄지두덩
엄지두덩(thenar eminence) 또는 무지구(拇指球)는 손바닥에서 엄지손가락 쪽에 불룩 솟아 있는 부분이다. 엄지를 움직이는 세 개의 자체기원근육이 엄지두덩을 형성한다. 손바닥턱끝반사가 일어났을 때 엄지두덩을 덮고 있는 피부가 자극된다. 'thenar'라는 단어는 손바닥이라는 뜻을 가진 그리스어 θέναρ thenar[*]에서 유래하였다.

## 구조
짧은엄지벌림근, 짧은엄지굽힘근, 엄지맞섬근의 세 근육이 엄지두덩의 일부로 분류된다. 모두 정중신경의 지배를 받는다.
- 짧은엄지벌림근: 엄지의 벌림에 관여한다. 엄지의 근육들 중 가장 얕은쪽에 위치한다.
- 짧은엄지굽힘근: 짧은엄지벌림근 옆에 위치하며, 엄지를 굽혀 손바닥 쪽으로 올리는 역할을 한다. 긴엄지굽힘근은 엄지의 먼쪽발가락뼈에 닿으며, 엄지두덩의 일부로 분류되지 않는다.
- 엄지맞섬근은 짧은엄지벌림근의 깊은쪽에 놓여 있다. 엄지의 끝을 다른 손가락의 끝으로 모으는 작용을 하며, 이는 사람의 손이 복잡한 손재주를 부릴 수 있게 하는 데에 필수적이다.

한편, 엄지를 움직이는 또 다른 손의 자체기원근육으로 엄지모음근이 있다. 짧은엄지굽힘근의 깊은쪽, 먼쪽에 위치한다. 엄지모음근은 엄지두덩근육으로 분류되지 않으며, 자신경의 지배를 받는다.

## 같이 보기
- 새끼두덩

## 추가 이미지

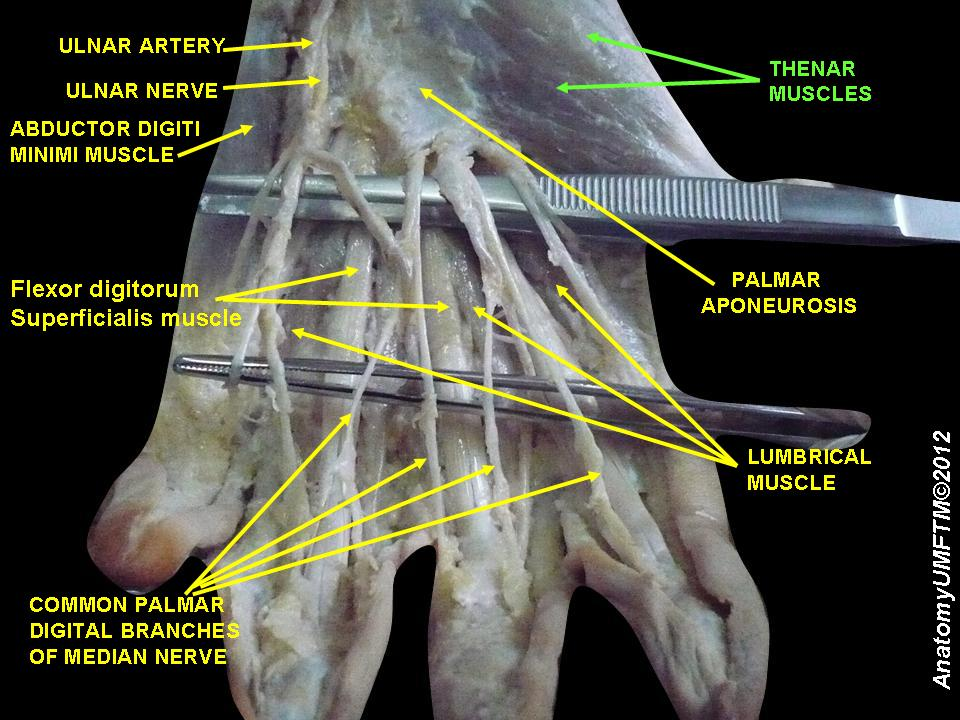
엄지두덩
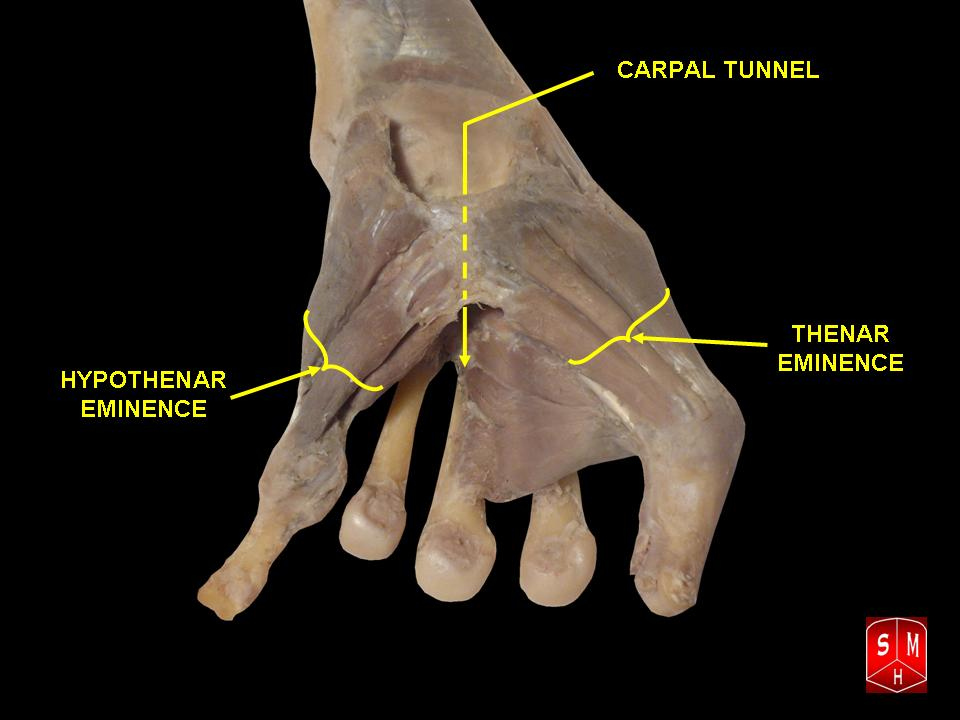
손목굴, 엄지두덩, 새끼두덩
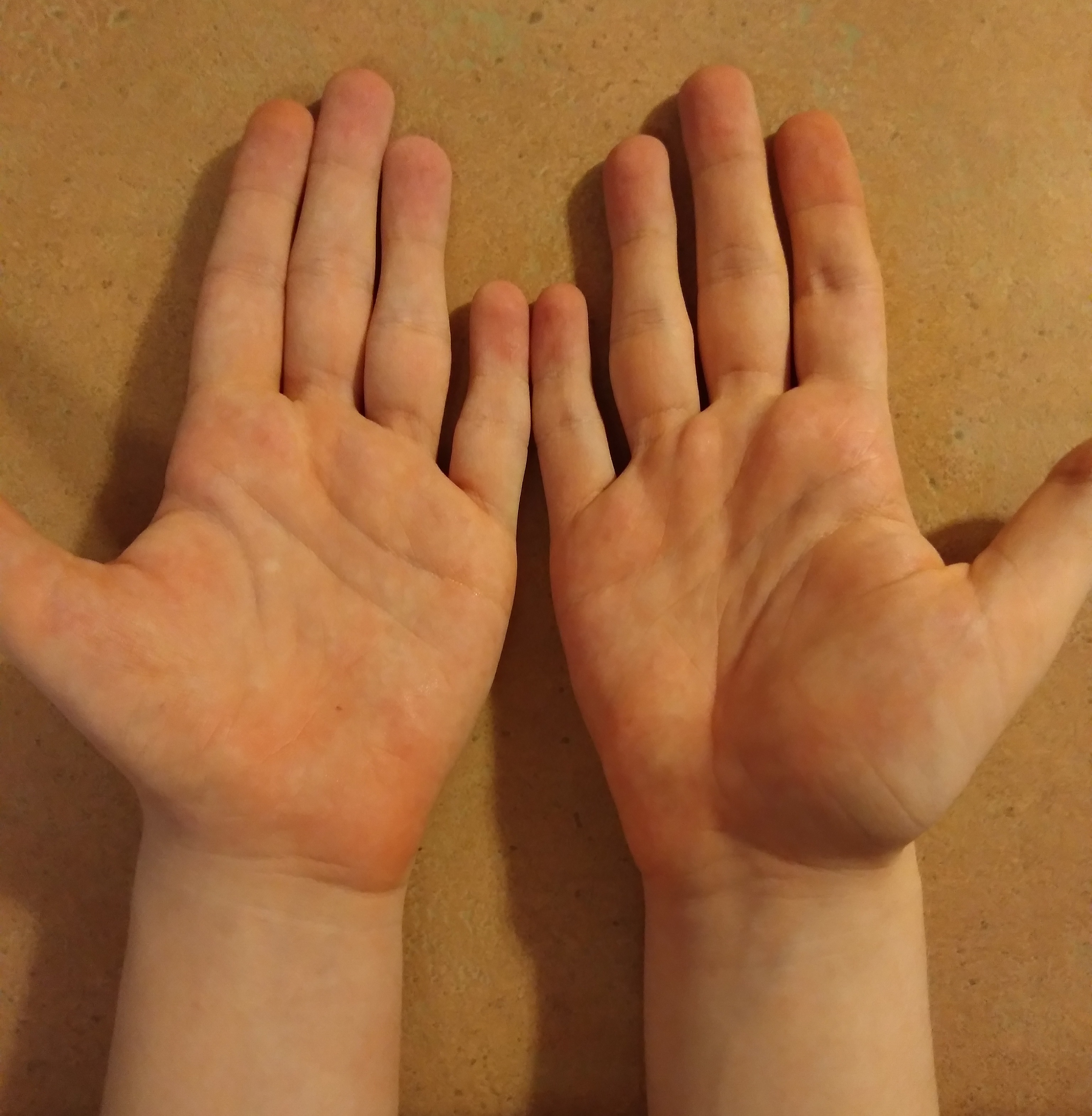
앞에서 본 모습
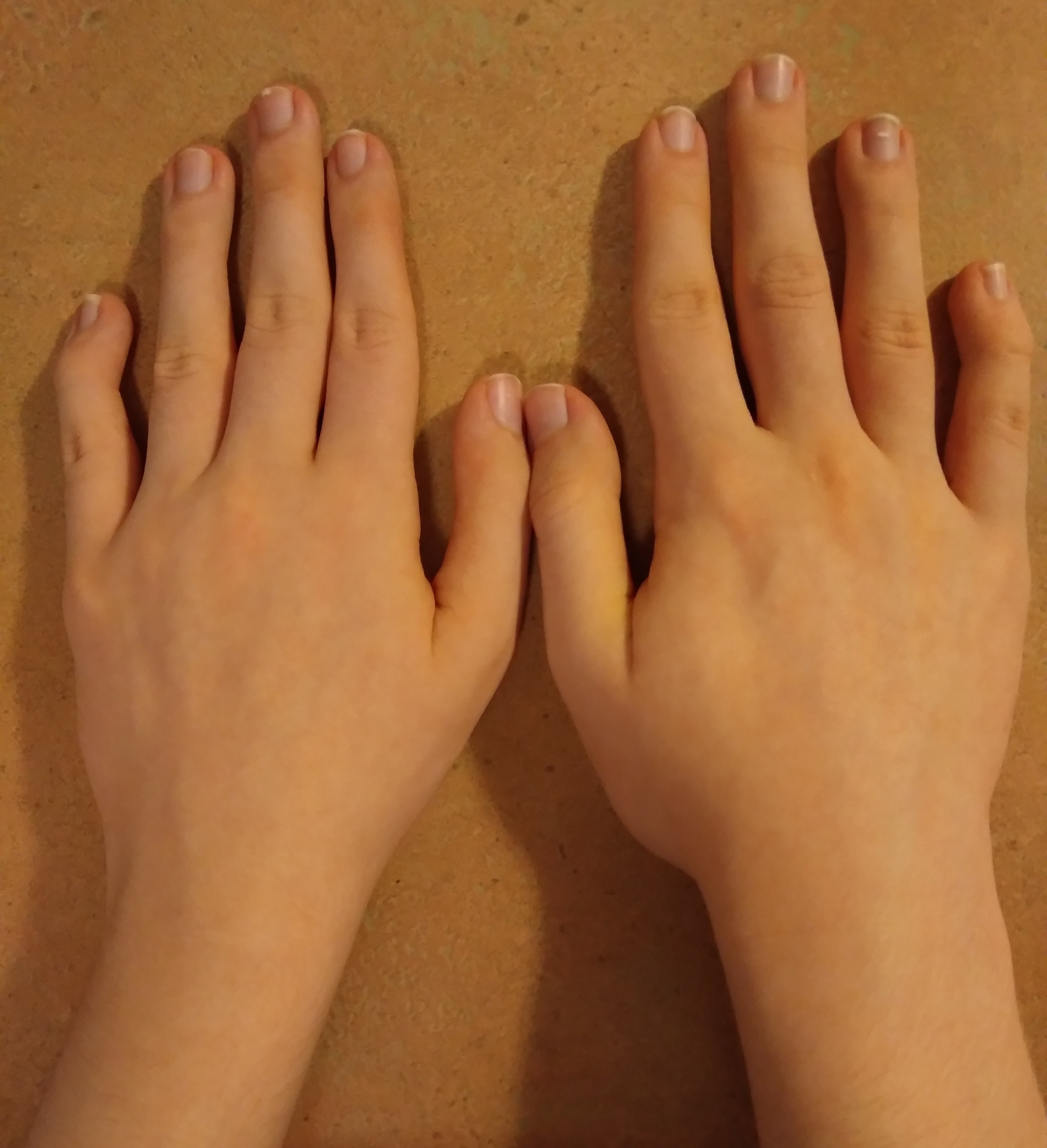
뒤에서 본 모습
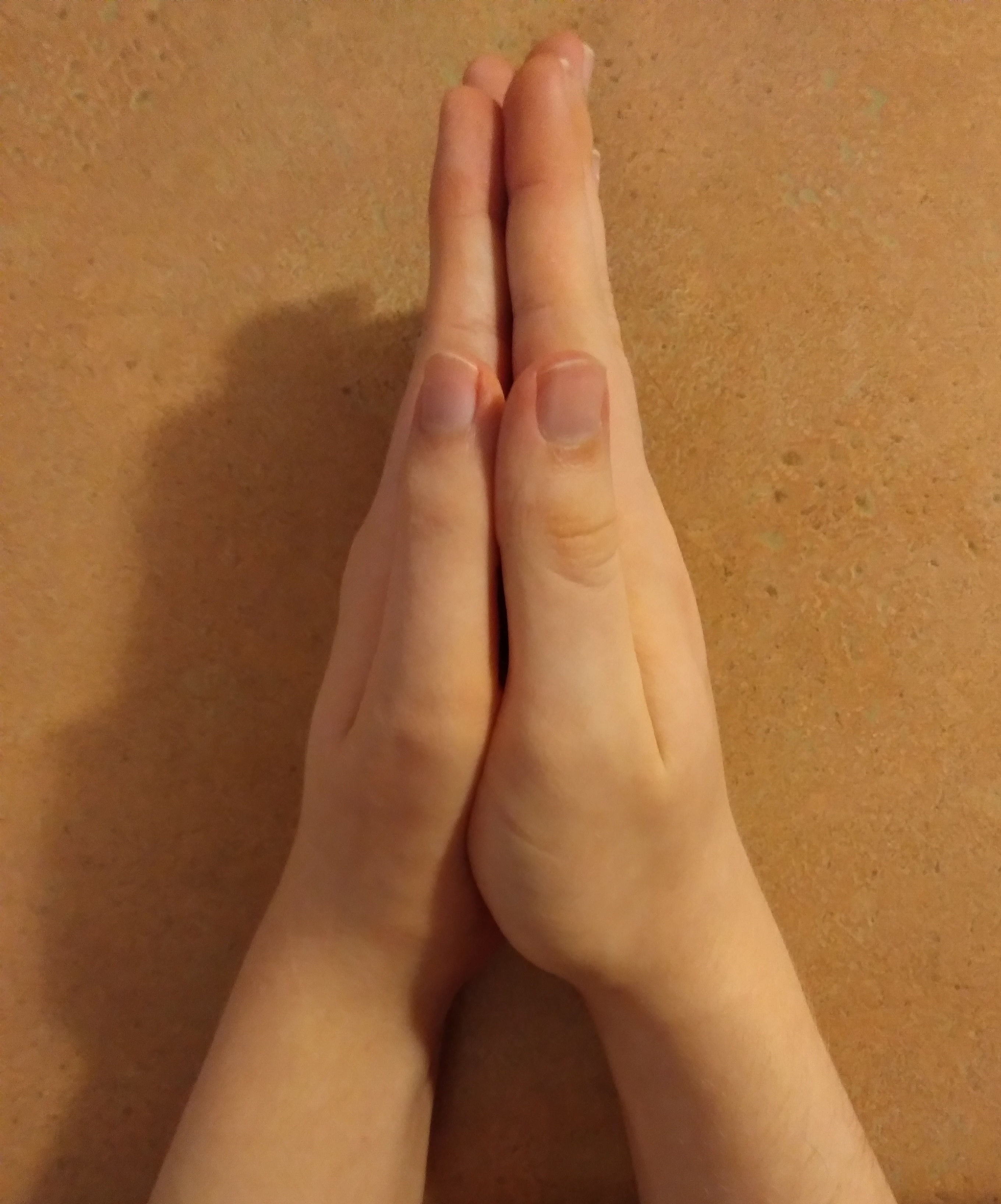
엄지두덩을 서로 맞댄 모습